# Kopalnia Węgla Kamiennego Julia
Kopalnia Węgla Kamiennego Julia (Fuchs, Biały Kamień, Thorez) – kopalnia węgla kamiennego w dzielnicy Wałbrzycha Biały Kamień, działająca w latach 1770–1996. Obszar górniczy kopalni zlokalizowany był w północnej części Dolnośląskiego Zagłębia Węglowego. Na terenie po kopalni utworzono Park Wielokulturowy Stara Kopalnia w Wałbrzychu.
 Budynek wpisany jest do rejestru zabytków pod nr rej.: 356/A/1-14/04 z 17.09.2004

## Historia

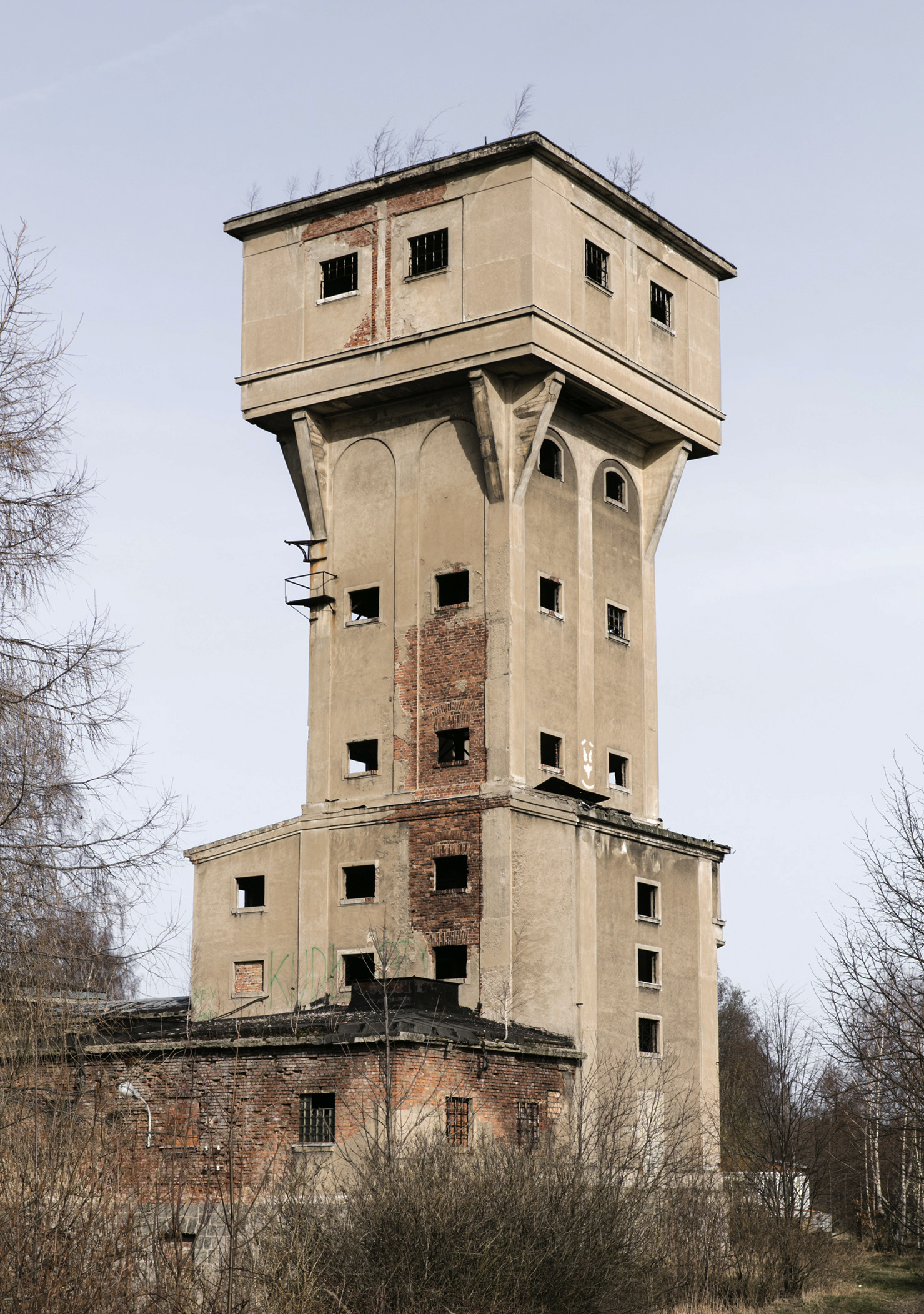
Wieża wyciągowa szybu Tytus, fot. 2016 r.

Już w XVI wieku na obszarze ówczesnej wsi Biały Kamień istniały niewielkie kopalnie gminne (bez nazwy), stanowiące własność kmieci i dziedzica. Pierwsza pisana wzmianka odnośnie do górnictwa węglowego na terenie Białego Kamienia została poświadczona w protokole sądowym z 1561. Do rozprawy doszło z powodu niezgodnego z prawem poddzierżawienia kopalni węgla. W 1604 r. feudalny pan Dipprand Czetryc (Czettritz) wydał ordynację górniczą, w której zostało poświadczone istnienie kopalni w Białym Kamieniu.
Dopiero w 1769, kiedy to ogłoszono nowe prawo górnicze, złoża węgla przeszły na własność królestwa pruskiego. Zgodnie z tymi przepisami w następnym roku gminne kopalnie gwarectwa Biały Kamień przekształcono w jedno gwarectwo o nazwie „Fuchs” i zgłoszono je do Wyższego Urzędu Górniczego w Złotym Stoku. Obszar górniczy połączonych pól górniczych wyniósł łącznie 20 547 m², a oficjalne nadanie gwareckiej kopalni nazwy „Fuchs” nastąpiło 23 maja 1770 r.. W ramach tego gwarectwa od 1791 r. działała tzw. Lisia Sztolnia.
W latach 30. XIX wieku nastąpiła znaczna rozbudowa kopalni (wydrążono m.in. szyb wydobywczy Hans-Heinrich). W latach 50. XIX wieku gwarectwo Fuchs przejęło większość kopalń leżących na terenie wsi Biały Kamień, w 1857 r. dołączono np. kopalnie i pola górnicze: Maximilian, Hochwald, Fuchsberg, Dorf i sztolnię Friedrich Wilhelm, założoną w 1800 roku. Z kolei w 1860 r. gwarectwo połączono z kopalniami i polami: Goldene Sonne, Eduard, Noue Vorschit i Einigkeit.
W drugiej połowie XIX wieku kopalnię powiększono o kopalnie i pola górnicze: Anna, Frohe Ansicht, Emilia, Louise Charlotte i Ottilie. W 1865 r. opracowany został projekt kopalni głębinowej w oparciu o najnowsze zdobycze ówczesnej techniki. W 1867 r. oddany został do eksploatacji szyb „Julia”, w 1874 r. szyb „Ida” (późniejsza „Sobótka”), a w 1884 r. szyb „Dampf” z oryginalnymi, murowanymi wieżami wyciągowymi. Wraz ze schodzeniem do coraz większych głębokości zachodziła potrzeba wzniesienia wyższych wież: nowe wieże stalowe, wkomponowane we wcześniejsze konstrukcje murowane, wzniesiono nad szybem „Julia” w 1893 r., a nad „Sobótką” w 1903 r. W 1907 r. nastąpiła dalsza rozbudowa – aby powiększyć obszar kopalni połączono ją z kopalnią „David”, a w 1922 r. z kopalnią „Segen Gottes”. W 1910 r. zbudowano kopalnianą elektrownię z 3 generatorami prądu i stacją kompresorów, a w następnym roku zabudowano przy szybie „Julia” elektryczne maszyny wyciągowe produkcji Huty Donnersmacka z Zabrza z silnikami firmy Siemens-Schuckert z Berlina.
W roku 1920 rozwiązano gwarectwo, a w jego miejsce powstała Spółka Akcyjna Steinkohlenbergwerk cons. Fuchs & David, która stała się własnością Kokswerke und Chemische Fabriken A.G, spółki należącej do koncernu Schering AG w Berlinie.
Pogarszająca się sytuacja ekonomiczna doprowadziła do zjednoczenia spółek działających w rejonie wałbrzyskim. Pozwoliło to na zmniejszenie kosztów produkcji. W związku z tym w 1928 roku „Kokswerke und Chemische Fabriken”, spółka „Rütgerswerke A.G. /Berlin” oraz gwarectwo „Glückhilf-Friedenshoffnung” połączyły się w jedno przedsiębiorstwo o nazwie: „Niederschlesische Bergbau AG Waldenburg” i automatycznie majątek kopalni „Fuchs” stał się własnością nowo powstałej firmy.
Od początku swego istnienia aż do zakończenia II wojny światowej kopalnia nosiła nazwę „Fuchs” (ewentualnie Fuchsgrube). Po przejęciu zakładu przez administrację polską, 13 sierpnia 1945 nazwano ją „Julia”. Już w styczniu 1946 otrzymała jednak nową nazwę „Biały Kamień”, którą z kolei 22 maja 1950 (z mocą wsteczną od 1 maja 1950) zmieniono na „Thorez”, na cześć Maurice’a Thoreza, przywódcy Francuskiej Partii Komunistycznej. Od roku 1993 aż do likwidacji kopalnia ponownie nosiła nazwę „Julia”.
Ze względu na nieopłacalność wydobycia węgla, 1 stycznia 1991 roku kopalnia została postawiona w stan likwidacji . 20 września 1996 kopalnia Julia zakończyła eksploatację (oficjalnie wydobycie w Zakładzie Górniczym Julia zakończono 31 października 1996 roku ), a 17 sierpnia 1998 zakończono likwidację wyrobisk podziemnych.